# Māra
Māra (lett.; heidnische weibliche Gottheit) wird neben Dievs und Laima als eine der drei Hauptgötter der lettischen Mythologie und des vorchristlichem Theismus im Baltikum aufgeführt. Aus Überlieferungen der Dainas, traditioneller lettischer Volkslieder, verstehen die heidnischen Religionsgemeinschaften (dievturība) Māra als die höchste aller Götter, Mutter aller Mütter und Pseudogottheiten (mātes) und damit auch als Avatar der über 70 Muttergottheiten.
Die heidnischen und vorchristlichen Religionsgemeinschaften Lettlands glauben an Māra als die Personifizierung alles Materiellem und der Natur – sie vereint in sich die „göttlichen“ Aspekte der Geburt, des Lebens und des Todes (radīšana und Veļu māte). Insbesondere im Zusammenhang mit der Geburt wird sie immer wieder als stille Beobachterin und Behüterin von Mutter und Kind erwähnt. Sie ist überdies Erdmutter, Mutter und Behüterin der Natur und Mutter der Elemente. Außerdem wird sie als Patronin aller ökonomischen Aktivitäten, auch der Märkte und des Geldes genannt („Gott hat den Tisch gemacht, Māra das Brot“). Da sie auch Göttin des Landes ist, wird dieses auch als Māras zeme (Māras Land) bezeichnet.
Wenn auch eine in Anlehnung an die christlichen Strömungen des 9.–11. Jahrhunderts mögliche Ableitung des Namens von der hl. Maria denkbar ist, so sind Nennungen der Māra bereits in vedischen Überlieferungen (Vedas/Upanishads) der indoarischen respektive indoiranischen Völker bekannt, welche bereits ca. 1.300 v. Chr. über Persien und Indien nach Nordeuropa migrierten. Die Ähnlichkeiten zu vedischen Muttergottheiten sind signifikant (Hinduismus: Mara, die Totengöttin). Lediglich im modernen Hinduismus und traditionellen estnischen Religionsgemeinschaften sind vergleichbare Mutterkulte bekannt. Weitere Hinweise, die einen Bezug zur hl. Maria verneinen finden sich in Epigraphen des 5.–6. Jahrhunderts, datiert also noch vor der flächendeckenden Christianisierung Nordeuropas.
Māra wird regelmäßig in unterschiedlichen Legenden, volkstümlichen Liedern und mythischen Erzählungen der lettischen Folklore genannt. Sie nimmt hier als sichtbare Göttin die Form einer einfach gekleideten Frau oder schwarzer Tiere an, häufig die einer schwarzen Kuh (Mutter der Kühe und der Milch), was die Fertilität der Erde repräsentieren soll und ebenfalls deutlichen Bezug zur vedischen Religion und dem modernen Hinduismus aufweist. In anderen Erzählungen wird sie in Gestalt eines Käfers oder eines schwarzen oder weißen Hahnes oder einer schwarzen Schlange dargestellt. Bis zum Beginn des 20. Jahrhunderts wurden schwarze Hähne oder Hennen in neue Häuser eingenistet, um der Göttin Māra zu huldigen und ihre Macht in das Haus zu überführen.
Das Symbol der Māra ist die Zick-Zack-Linie. Sie repräsentiert für die lettische, aber auch andere Kulturen das Wasser und kommt in verschiedenen Variationen bereits in der Antike vor.
Alternative Namensbezeichnungen sind: Māre, Mārīte, Mārša, Māršava (Westliches Lettland).